# WORLD WIDE DEMPA
『WORLD WIDE DEMPA』（ワールド・ワイド・デンパ）は、でんぱ組.incの2枚目のオリジナル・アルバム。2013年12月11日にMEME TOKYOから発売された。

## 概要
2011年に発売された1枚目のオリジナル・アルバム『ねぇきいて?宇宙を救うのは、きっとお寿司…ではなく、でんぱ組.inc!』から2年ぶりとなる作品で、でんぱ組.incが現行の6人体制となってからは初のアルバムである。前作と同様、CDのみの「通常盤」とDVDが付属された「初回限定盤」のほか、定価1万円の「超豪華初回限定盤」の3形態での発売となる。超豪華初回限定盤は完全受注生産となり、ゴールドディスク仕様のCDとBlu-ray映像作品のほか、特製仕様のボックスにステッカーやネームタグ、スリッパ、アイマスク、ネックピロー、ひざ掛けが同梱されている。これらは「ビリビリトラベルセット」と称され、2014年に開催された全国ツアー遠征を考慮したトラベルグッズとされている。初回盤のDVDとBlu-rayにはミュージック・ビデオとライブ映像が収録され、ミュージック・ビデオには副音声によってメンバーのコメントも収録されている。2013年12月6日には、発売に先駆けて特設ウェブサイトが開設された。
『WORLD WIDE DEMPA』は、でんぱ組.incが現行の6人体制になってから2年間の「集大成」「大躍進の記録」、2年間の軌跡をパッケージした「超充実作」などと評されている。また、メンバーへのインタビューによれば「本当はアルバムを出すタイミングを逃していた」とも語られており、「ここまできて曲が一杯になってきたので、良い曲ばかりを詰め込んでベスト・アルバムみたいにしたい」意図もあったとしている。
発売日のオリコンデイリーランキングでは第4位を記録、ウィークリーランキングでは第5位を記録した。

## 収録内容

### CD（通常盤・初回限定盤・超豪華初回限定盤）
1. 「ハジマリ。〜WORLD WIDE DEMPA〜」
ライブでほぼ毎回使用されている入場曲ではなく、完全新作のインストゥルメンタル（前者は「Kiss+kissでおわらない」のアレンジver.であった）。
本作を引っ提げて行われた「ワールドワイド☆でんぱツアー 2014」ではZepp公演とその他のライブハウス公演で内容が異なり、この曲はZepp公演のオープニングとして使用された。このZepp公演ではセットリストがアルバムと同じ曲順であった。
2. 「でんぱれーどJAPAN」
4thシングル。
3. 「Future Diver」
3rdシングル。本作リリース当時のメンバーで再録されており、ボーカルだけでなくmixも若干変わっている。
4. 「VANDALISM」
アルバム発売を記念した特設サイトで映像が公開された。ツアーに先駆け、COUNTDOWN JAPAN 13/14にて披露されている（ツアー前に披露された本作収録の新曲はこの楽曲のみ）。
5. 「Sabotage」 
アメリカ合衆国の音楽ユニット、ビースティ・ボーイズが1994年に発売した楽曲のカバー。5thシングル「キラキラチューン/Sabotage」に収録。
6. 「W.W.D」 
6thシングル。
7. 「ナゾカラ」 
通信カラオケ「JOYSOUND」を利用して行う謎解きゲーム「謎カラ」タイアップソング。8thシングル「W.W.D II」の初回限定ナゾカラ盤に収録。
8. 「イツカ、ハルカカナタ」
9. 「キラキラチューン」 
5thシングル。
10. 「冬へと走りだすお!」 
6thシングル「W.W.D/冬へと走りだすお!」に収録。
11. 「なんてったってシャングリラ」
12. 「W.W.D II」 
8thシングル。
13. 「ORANGE RIUM」 
7thシングル「でんでんぱっしょん」に収録。
14. 「強い気持ち・強い愛」 
小沢健二が1995年に発売した楽曲のカバー。4thシングル「でんぱれーどJAPAN/強い気持ち・強い愛」に収録。
15. 「でんでんぱっしょん」 
7thシングル。

### 詳細
| #         | タイトル                                               | 作詞                                  | 作曲                                  | 編曲              | 時間  |
| --------- | ------------------------------------------------------ | ------------------------------------- | ------------------------------------- | ----------------- | ----- |
| 1.        | 「ハジマリ。〜WORLD WIDE DEMPA〜」                     |                                       | 前山田健一                            | 前山田健一        | 0:47  |
| 2.        | 「でんぱれーどJAPAN」                                  | 畑亜貴                                | 玉屋2060%                             | 玉屋2060%         | 4:09  |
| 3.        | 「Future Diver」                                       | 畑亜貴                                | 小池雅也                              | 前山田健一        | 4:34  |
| 4.        | 「VANDALISM」                                          | NOBE、蔦谷好位置                      | 蔦谷好位置                            | 蔦谷好位置        | 4:27  |
| 5.        | 「Sabotage」                                           | Michael D.、Adam Horovitz、Adam Yauch | Michael D.、Adam Horovitz、Adam Yauch | Kenichi Maeyamada | 3:53  |
| 6.        | 「W.W.D」                                              | 前山田健一                            | 前山田健一                            | 前山田健一        | 5:42  |
| 7.        | 「ナゾカラ」                                           | NOBE、吉村さおり                      | KOH                                   | KOH               | 3:50  |
| 8.        | 「イツカ、ハルカカナタ」                               | モリモトコージ                        | 電球                                  | PandaBoY、電球    | 4:27  |
| 9.        | 「キラキラチューン」                                   | meg rock                              | Orito                                 | Orito             | 3:57  |
| 10.       | 「冬へと走りだすお!」                                  | かせきさいだぁ                        | 木暮晋也                              | 木暮晋也          | 4:16  |
| 11.       | 「なんてったってシャングリラ」                         | 浅野尚志                              | 浅野尚志                              | 浅野尚志          | 4:02  |
| 12.       | 「W.W.D II」                                           | 前山田健一                            | 前山田健一                            | 釣俊輔            | 6:34  |
| 13.       | 「ORANGE RIUM」                                        | 只野菜摘                              | 利根川貴之、坂和也                    | 板垣祐介          | 4:32  |
| 14.       | 「強い気持ち・強い愛」                                 | 小沢健二                              | 筒美京平                              | 前山田健一        | 4:43  |
| 15.       | 「でんでんぱっしょん」(Rap Lyrics: もふくちゃん & YGQ) | 畑亜貴                                | 玉屋2060%                             | 釣俊輔            | 3:56  |
| 合計時間: | 合計時間:                                              | 合計時間:                             | 合計時間:                             | 合計時間:         | 63:56 |

### DVD（初回限定盤）・Blu-ray（超豪華初回限定盤）
ミュージックビデオ
| #  | タイトル               | 作詞 | 作曲・編曲 |
| -- | ---------------------- | ---- | ---------- |
| 1. | 「でんぱれーどJAPAN」  |      |            |
| 2. | 「強い気持ち・強い愛」 |      |            |
| 3. | 「キラキラチューン」   |      |            |
| 4. | 「W.W.D」              |      |            |
| 5. | 「冬へと走りだすお!」  |      |            |
| 6. | 「でんでんぱっしょん」 |      |            |
| 7. | 「ノットボッチ…夏」    |      |            |
| 8. | 「W.W.D II」           |      |            |

ライブ映像
| #  | タイトル               | 作詞 | 作曲・編曲 | 撮影日・イベント                                |
| -- | ---------------------- | ---- | ---------- | ----------------------------------------------- |
| 1. | 「でんぱれーどJAPAN」  |      |            | 2013年8月2日、ROCK IN JAPAN FESTIVAL 2013       |
| 2. | 「Future Diver」       |      |            | 2013年8月2日、ROCK IN JAPAN FESTIVAL 2013       |
| 3. | 「でんでんぱっしょん」 |      |            | 2013年8月11日、SUMMER SONIC 2013                |
| 4. | 「IDOL」               |      |            | 2013年10月13日、BiS×でんぱ組.inc ツーマンライブ |